# Phyllodactylus ventralis
Phyllodactylus ventralis är en ödleart som beskrevs av  O'shaughnessy 1875. Phyllodactylus ventralis ingår i släktet Phyllodactylus och familjen geckoödlor. Inga underarter finns listade i Catalogue of Life.